# 小堀の渡し
小堀の渡し（おおほりのわたし）は、茨城県取手市の利根川両岸を結ぶ渡し船である。
取手市の内、河川改修で右岸に分断された小堀（おおほり）地区（取手市取手の一部及び小堀）を結ぶ目的でその名前がついている。

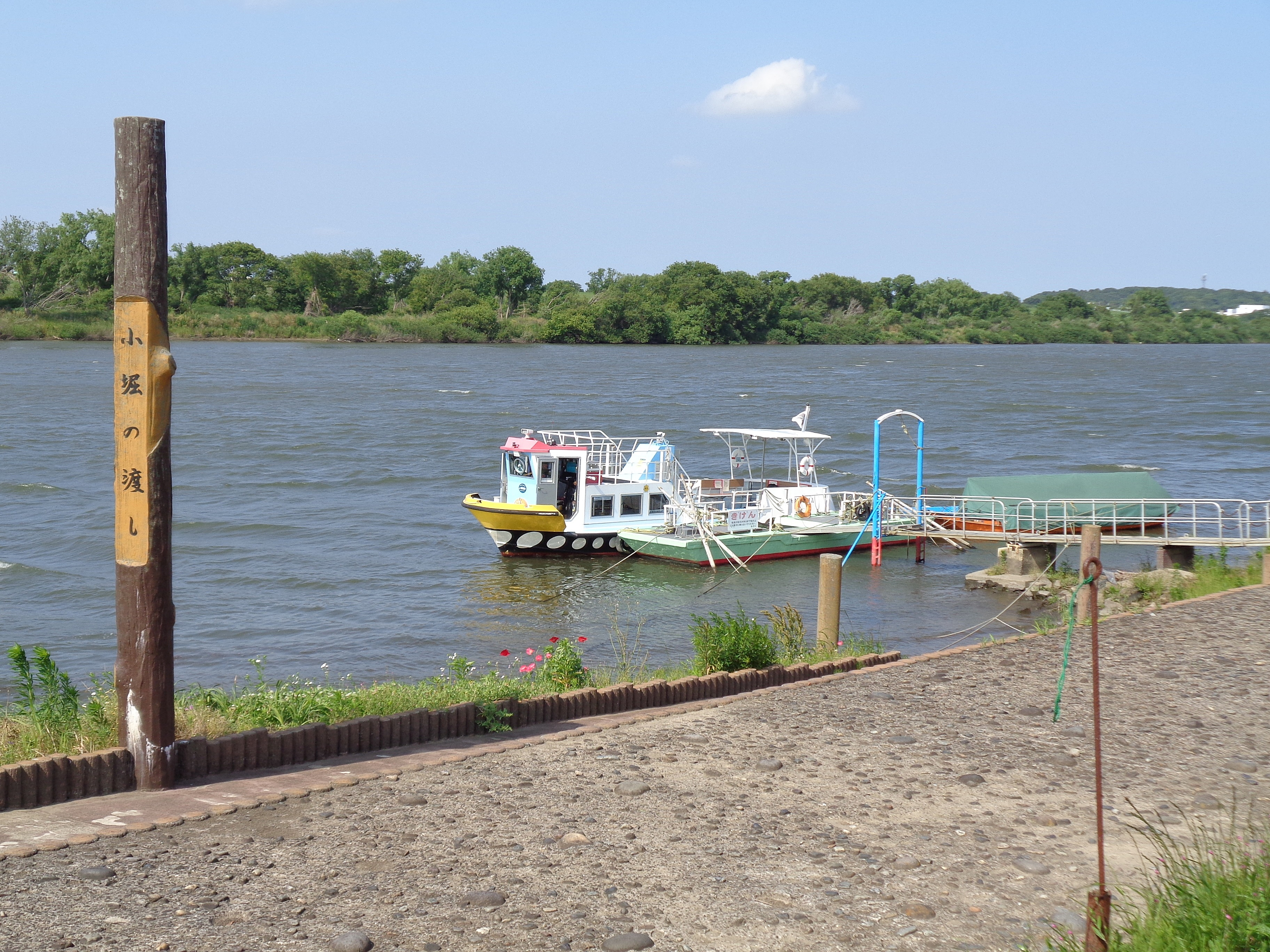
小堀の渡し（小堀側）

## 概要

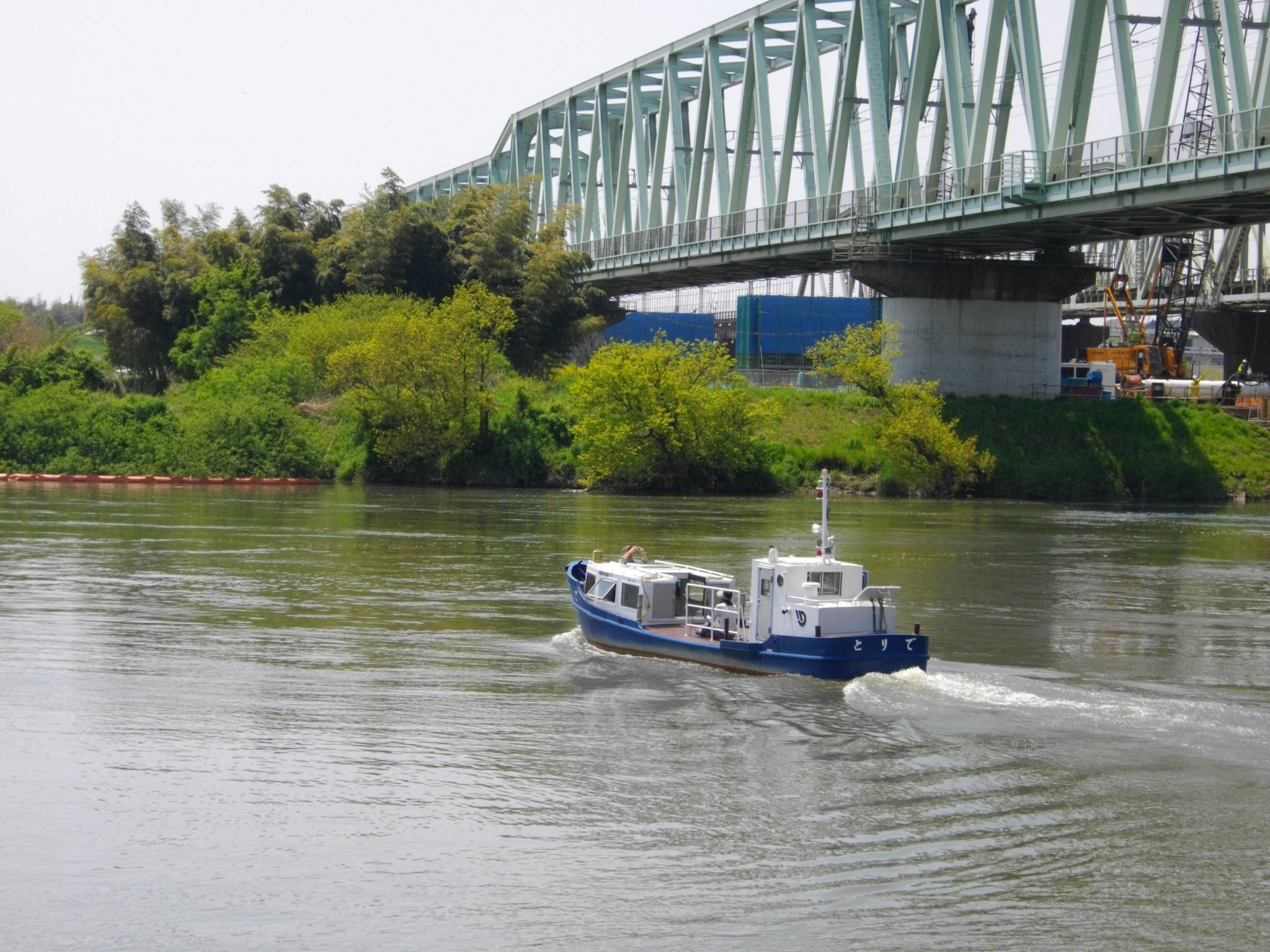
小堀の渡し（左岸側、先代とりで号）

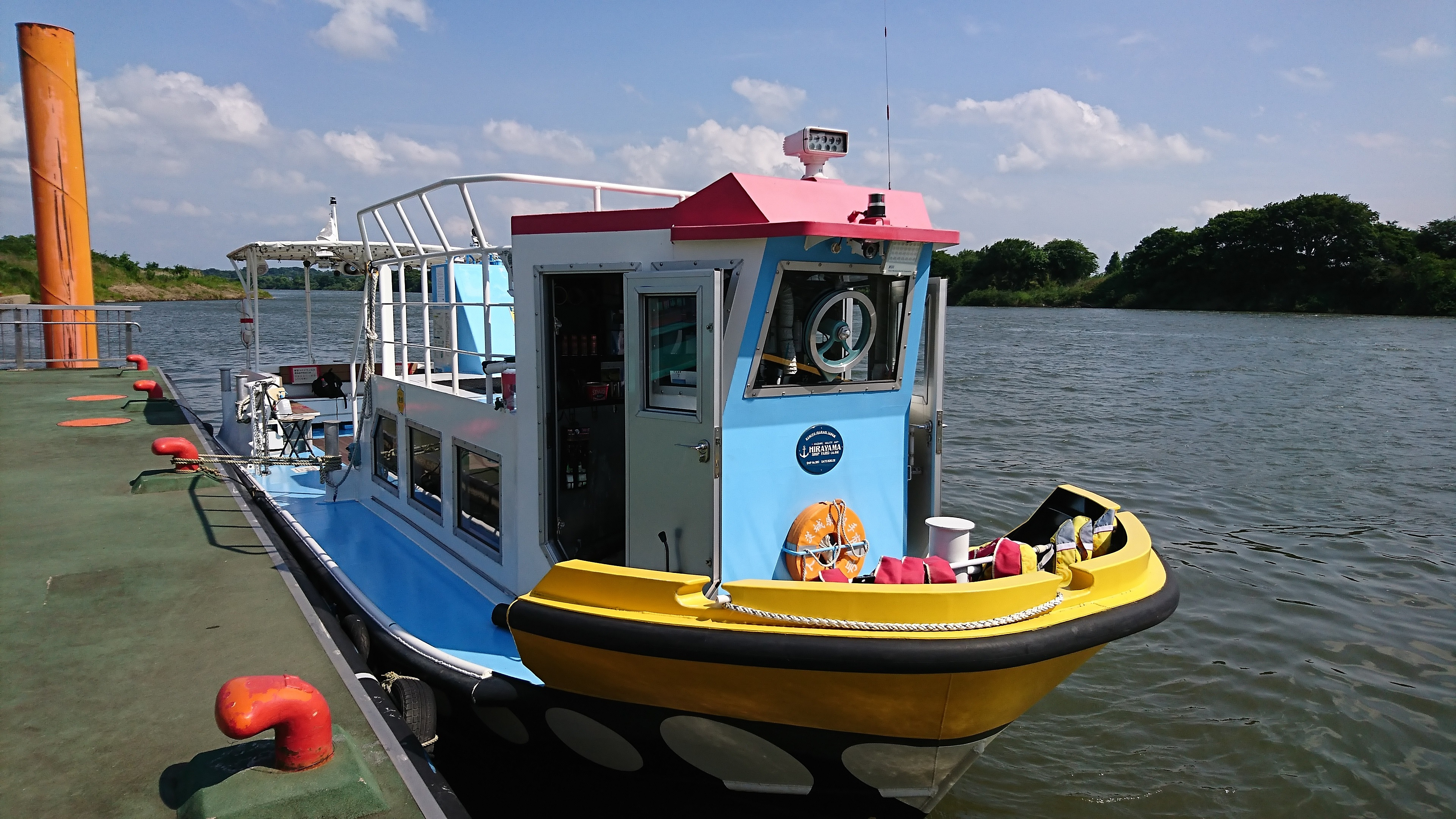
2020年度新造船「とりで（三代目）」
愛称はKAWASEMI（取手ふれあい桟橋）

利根川右岸の小堀地区と市街地を含め市域の大部分を占める左岸側を定期運航している。
1914年（大正3年）利根川の大改修工事で分断されたことから、小堀地区の住民が自主運航を始めたのが始まりである。

## 沿革
- 1952年（昭和27年） - 木造船「さくら丸」就航[2]
- 1967年（昭和42年） - 当時の取手町による運航となり、公営の渡し船となる[1]
- 1972年（昭和47年） - 鉄造船「とりで号」（初代）が就航[2]
- 1989年（平成元年） - 二代目の「とりで号」が就航[3]
- 1996年（平成8年） - 住民以外の利用も可能となる[1]
- 1999年（平成11年） -  小堀地区を回る「小堀循環バス」の運行が始まる
- 2001年（平成13年） - 有料化により、利用者数が激減[1]

そのため、2013年（平成25年）度実績で、一日7往復の運航で、約3,300人の利用者となっている。
- 2002年（平成14年） - 市営のままで、運航業務を民間委託[1]
- 2017年（平成29年）4月1日 - 利用料金の改定（1航路100円→200円）[4]
- 2020年（令和2年）3月1日 - 三代目の「とりで号」が就航[5]

## 運航データ
- 運航時間：午前9時から午後5時まで（午後0時を除き1時間間隔）
小堀発7便（午前9時 - 午後4時）
取手ふれあい桟橋発7便（午前9時35分 - 午後4時35分）
- 運航区間
小堀（右岸）→取手緑地運動公園駐車場前（左岸、市民会館付近）→取手ふれあい桟橋（左岸、取手駅付近）
取手ふれあい桟橋→小堀
- 定員：12名（自転車・原付等も乗船できる。ただしスタンドの有る物に限る。）
- 運休日：毎週水曜日、年末年始（12月29日-1月3日）※河川の増水・強風など運航に支障きたす場合は臨時運休となる。
- 利用料金：1運航路200円（小学生は1運航路100円）※どの船着場から乗船しても一周400円で乗船できる（小学生は一周200円）
  - 自転車・原付は1人1台まで無料（2台目からは1台につき1運航経路200円）
- ただし、次の条件の者は無料となる。 
  - 小堀地区居住者
  - 小学校就学前の乳幼児
  - 乗船に介護が必要な人、及び介護者

## 小堀地区の略史
利根川は昔、現在の取手市小堀地区の南にある「古利根沼」を含む流れが本流であった。
江戸時代の小堀は相馬郡井野村の一部、現在の取手市街とは地続きで、艀下船の河岸として栄えた（小堀河岸）。現在の古利根沼は、利根川が極端に蛇行している部分で、かつては氾濫を繰り返していた。
そのため、1911年（明治44年）から1920年（大正9年）にかけての改修工事で、利根川の流れを現在のように変えた。
蛇行部分は古利根沼として残り、県境もそのまま存在するため、小堀地区は利根川の右岸になり、左岸にある取手市域の大部分とは川で分断されることになった。
千葉県我孫子市とは地続きになったものの、南側に古利根沼が存在するため、道路で接続する箇所は東西側のみであり、また我孫子市側は農地であり同市の市街地とも隣接していない。
利根川右岸に分断された小堀地区の住民は市域の大部分を占める左岸地区への移動の不便さから渡し舟の運航をした。また、水道事業も取手市は小堀地区のみ我孫子市に委託し、我孫子側の水を供給している。
西に2kmほど行けば利根川に架かる国道6号の大利根橋（右岸は我孫子市）があるが、そこまでの道（千葉県道・茨城県道170号我孫子利根線）は歩道が無く、道幅が狭いうえに大型車の通行量が多い。
小中高校のほか、市民会館などへ行くにも橋を渡ると遠回りになる。
茨城県の区域の内、利根川右岸にあるのは取手市小堀地区と猿島郡五霞町である。
なお小堀地区内には成田国際航空専門学校や乗馬クラブなどの施設も存在する。